# Bogensee
Ne doit pas être confondu avec Bodensee.
Le Bogensee est un petit lac situé sur la commune de Wandlitz en Brandebourg, à environ 15 kilomètres au nord de Berlin (Allemagne). Il est connu pour avoir donné son nom à l'ancienne demeure de Joseph Goebbels, qui est située à proximité, devenue par la suite une académie de la Jeunesse libre allemande (FDJ).

## Géographie
Le lac, de forme ovale, héritage de la dernière période glaciaire, est situé sur le plateau de Barnim et fait partie d'un grand parc naturel s'étendant des limites septentrionales de Berlin jusqu'aux villes de Liebenwalde et Eberswalde. Il couvre une superficie d'environ 9 200 m2 et mesure 180 mètres de largeur (d'ouest en est) et 300 mètres de longueur (du sud au nord). La profondeur maximale est de 2,5 mètres.
Il n'y a pas de bâtiments, de sentiers ou de plages situés directement sur les rives du lac. Le terrain construit se trouve à environ 500 mètres au nord-ouest.

## Histoire

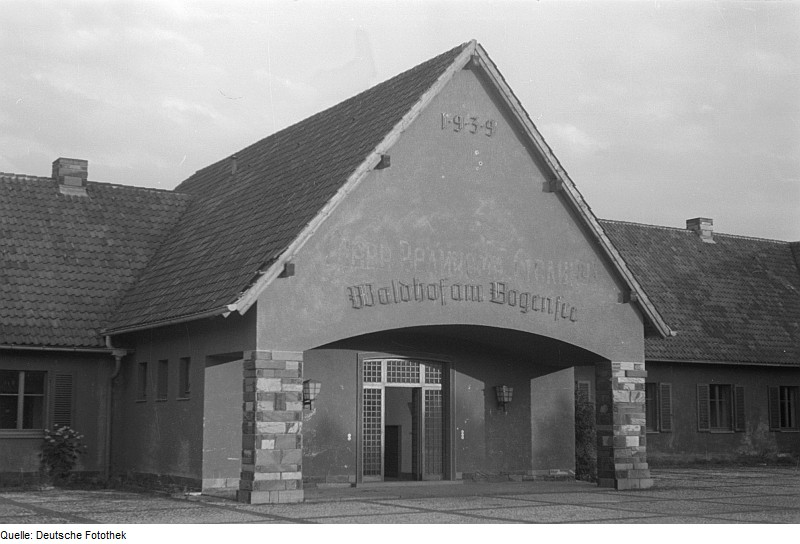
L'ancienne maison de Goebbels en 1946.

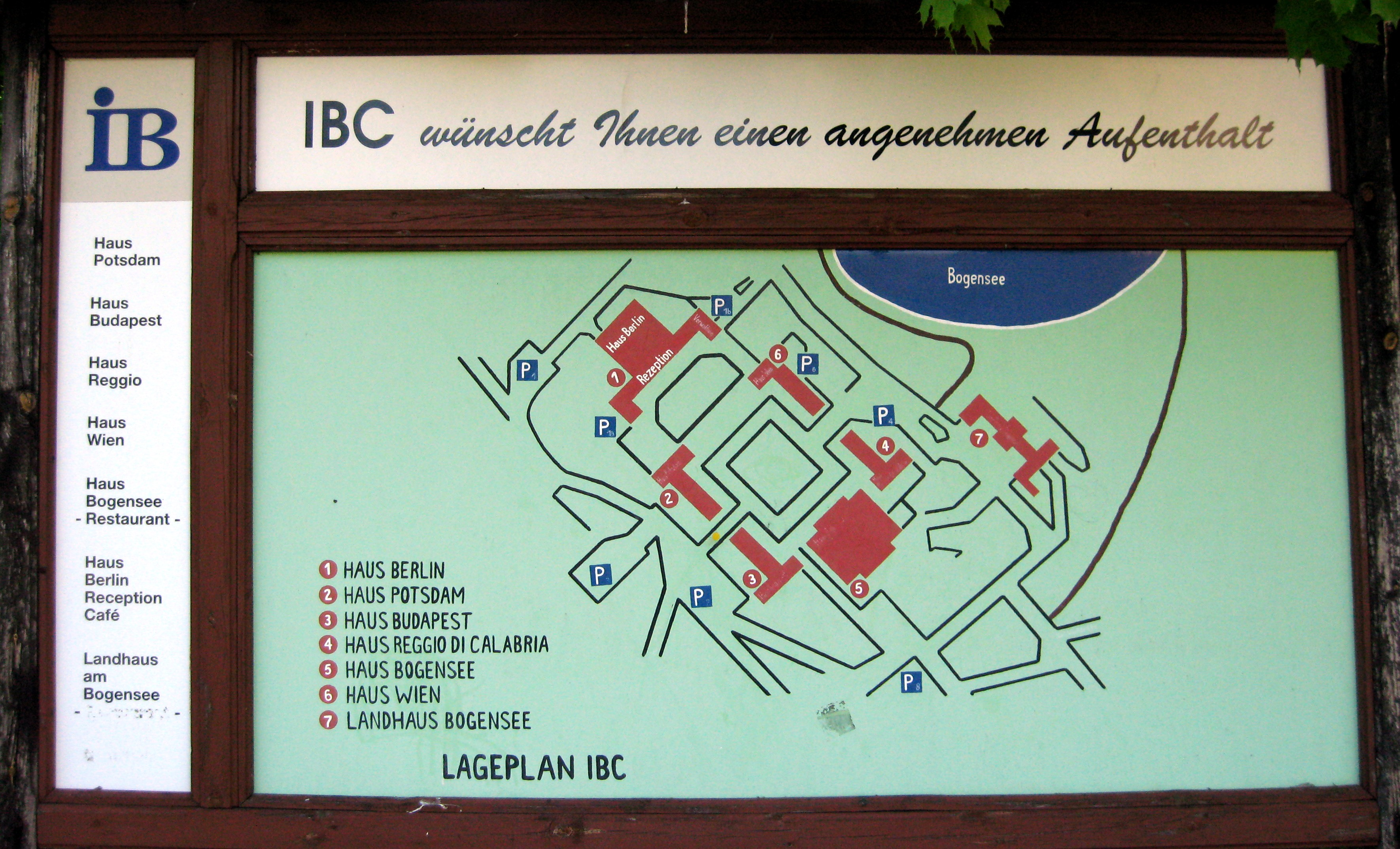
Plan en 2008.

À partir de 1826, le domaine appartient à la famille du comte Friedrich Wilhelm von Redern (1802-1883), résidant au château de Lanke. Le manoir, avec les demeures environnantes, est acquis par la municipalité de Berlin en 1919.
En 1936, les rives du lac accueillent la résidence d'été du ministre nazi Joseph Goebbels. À l'initiative de son secrétaire Karl Hanke, le lac et le terrain qui l'entoure, s'étendant sur près de 500 hectares, lui sont offerts par les autorités de Berlin à l'occasion de son 39e anniversaire, le 29 octobre. Le premier bâtiment, une construction en bois, est aménagé sur la rive est ; Goebbels l'utilise pour rencontrer ses maîtresses. Une villa plus vaste est ensuite construite en 1939, comprenant les appartements privés du ministre et de sa famille, un cinéma privé, un bunker et des casernes SS adjacentes. Cofinancée par la compagnie cinématographique UFA, la maison de Goebbels devient un lieu de rendez-vous prisé pour certains acteurs, comme Zarah Leander, Emil Jannings ou Heinz Rühmann. Durant le bombardement de Berlin, son isolement rural permet au ministre d'écrire ses discours adressés au peuple allemand ; il y réside avec sa femme Magda et leurs six enfants.
Pendant la bataille de Berlin, vers la fin de la Seconde Guerre mondiale, l'ancienne résidence (« Waldhof am Bogensee » est inscrit sur son fronton) est occupée par l'Armée rouge. Saisie pour quelques mois par l'administration militaire soviétique en Allemagne, elle est ensuite mise à la disposition du mouvement des jeunes est-allemands, la Jeunesse libre allemande, et sert à partir de mars 1946 d'académie de formation pour ses responsables. Un vaste ensemble de bâtiments est érigé à partir de 1951, selon les plans conçus par Hermann Henselmann dans un style stalinien. Des homologues des partis frères de pays socialistes (Vietnam, Cuba, etc.) y séjournent également. L'ancienne villa de Joseph Goebbels abrite une crèche, un salon de coiffure et un bar.
Après la réunification allemande en 1990, l'ensemble est utilisé par une ONG, Internationaler Bund, spécialisée dans l'éducation et le travail social à destination de la jeunesse.
Depuis 2000, la plupart des bâtiments (1 400 m2 de chambres, de salles de conférence, d'espaces d'accueil et de réception) sont laissés à l'abandon. Quelques tournages de films y ont eu lieu.
En mai 2024, en raison des coûts d'entretien, faute d'avoir trouver un acquéreur, le gouvernement du land de Berlin propose de céder le domaine à titre gratuit,.

## Galerie

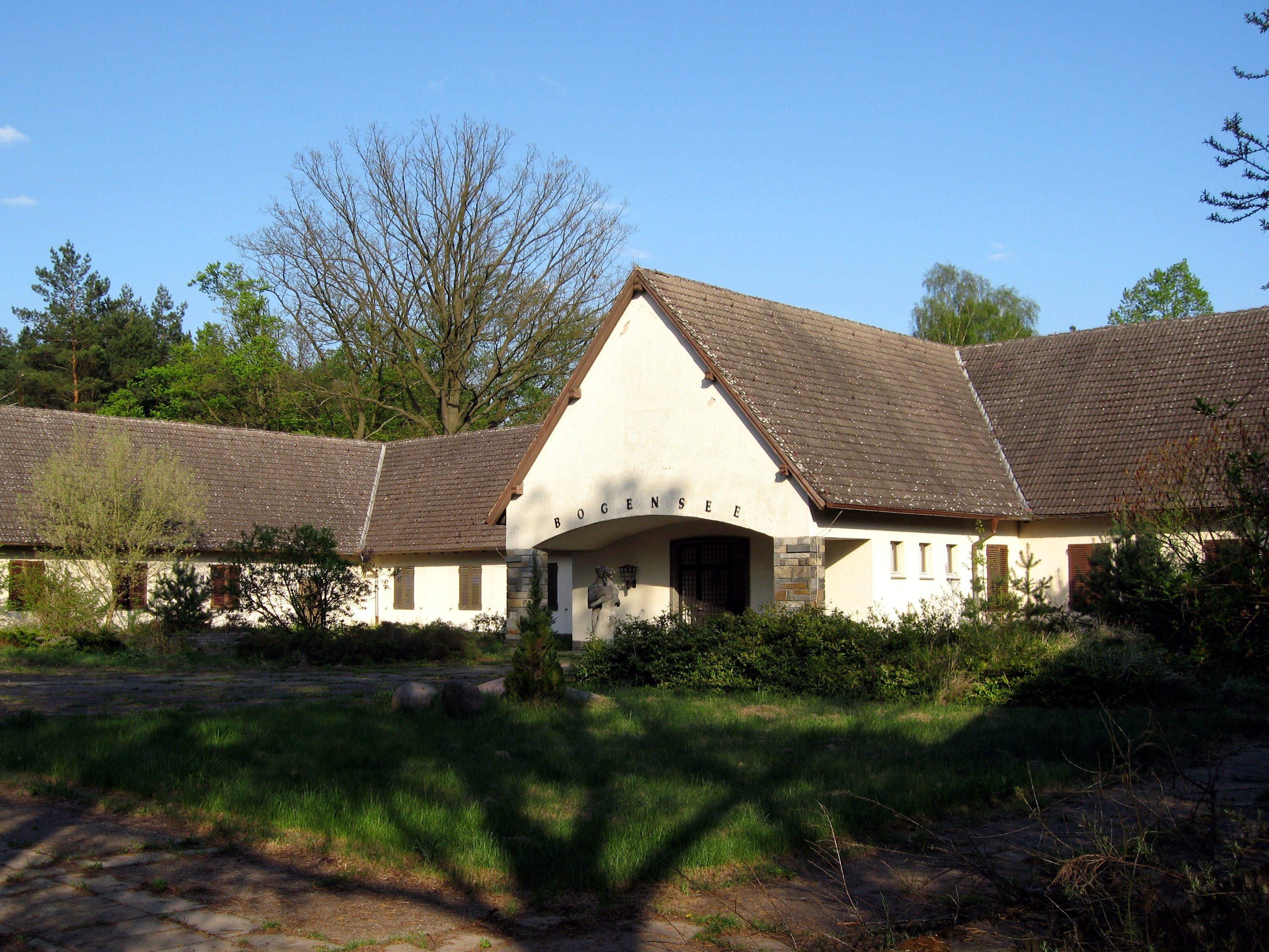
La villa de Joseph Goebbels.
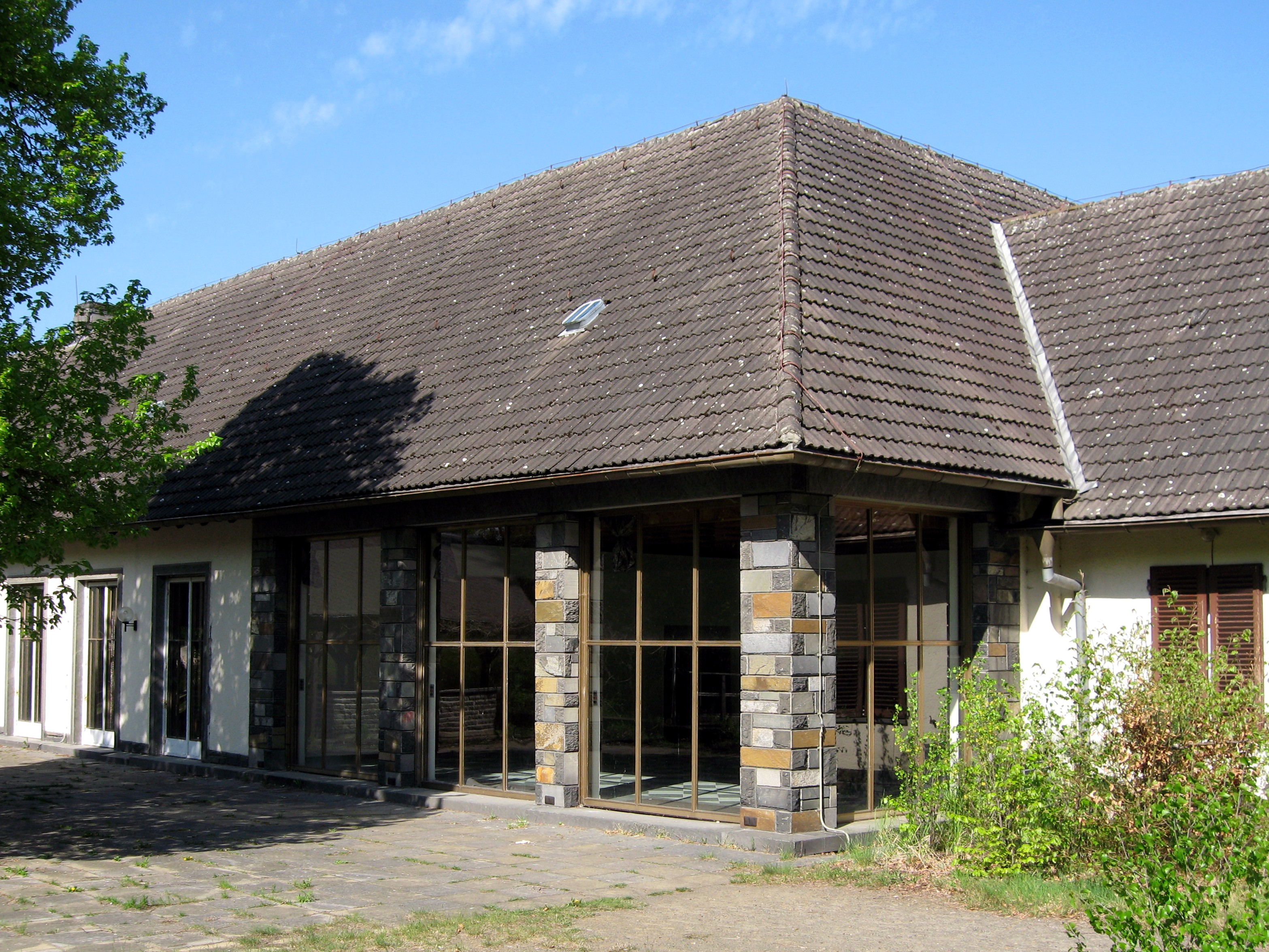
Autre vue de la villa.
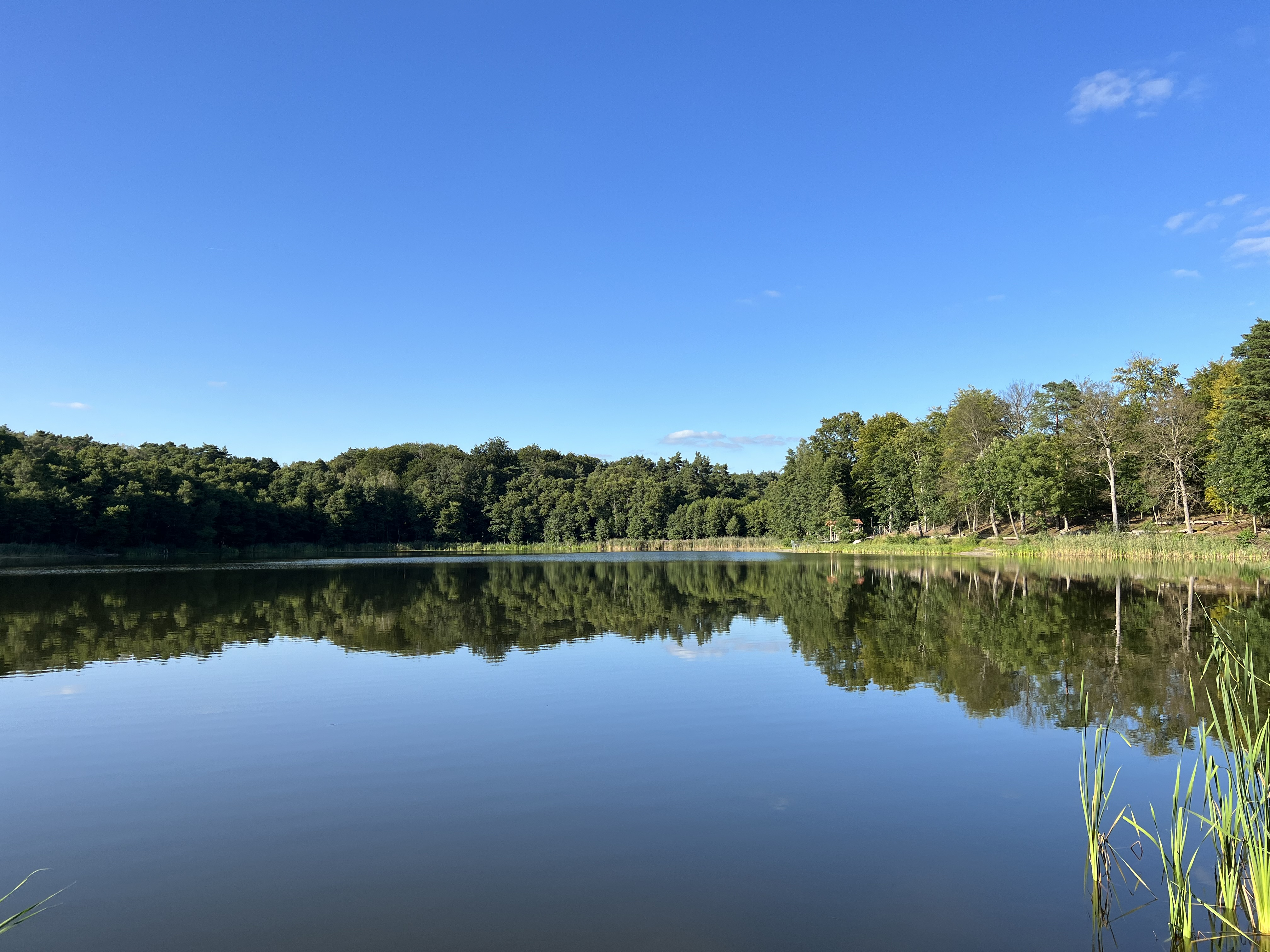
Vue du lac.
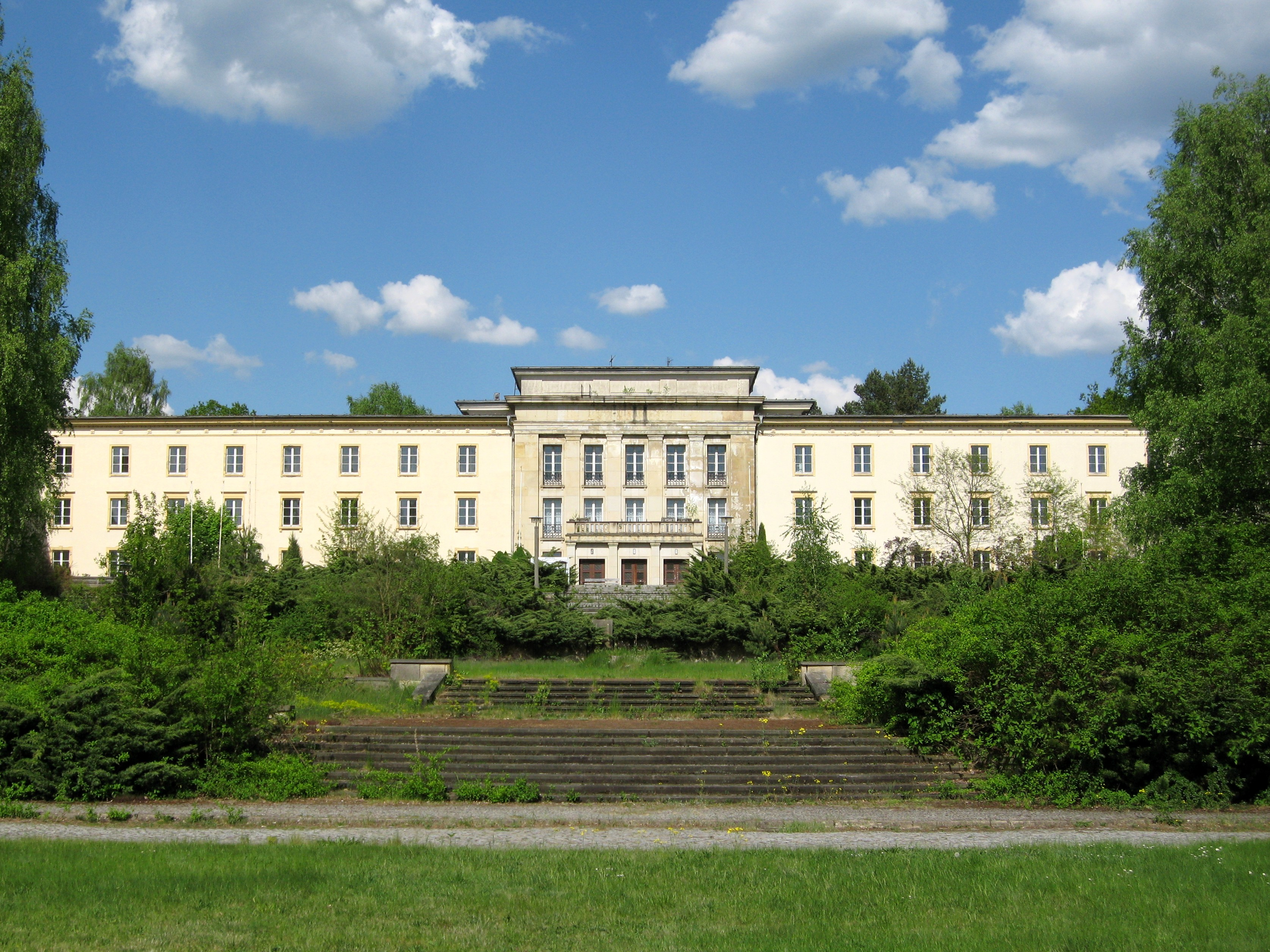
Le bâtiment de style stalinien.
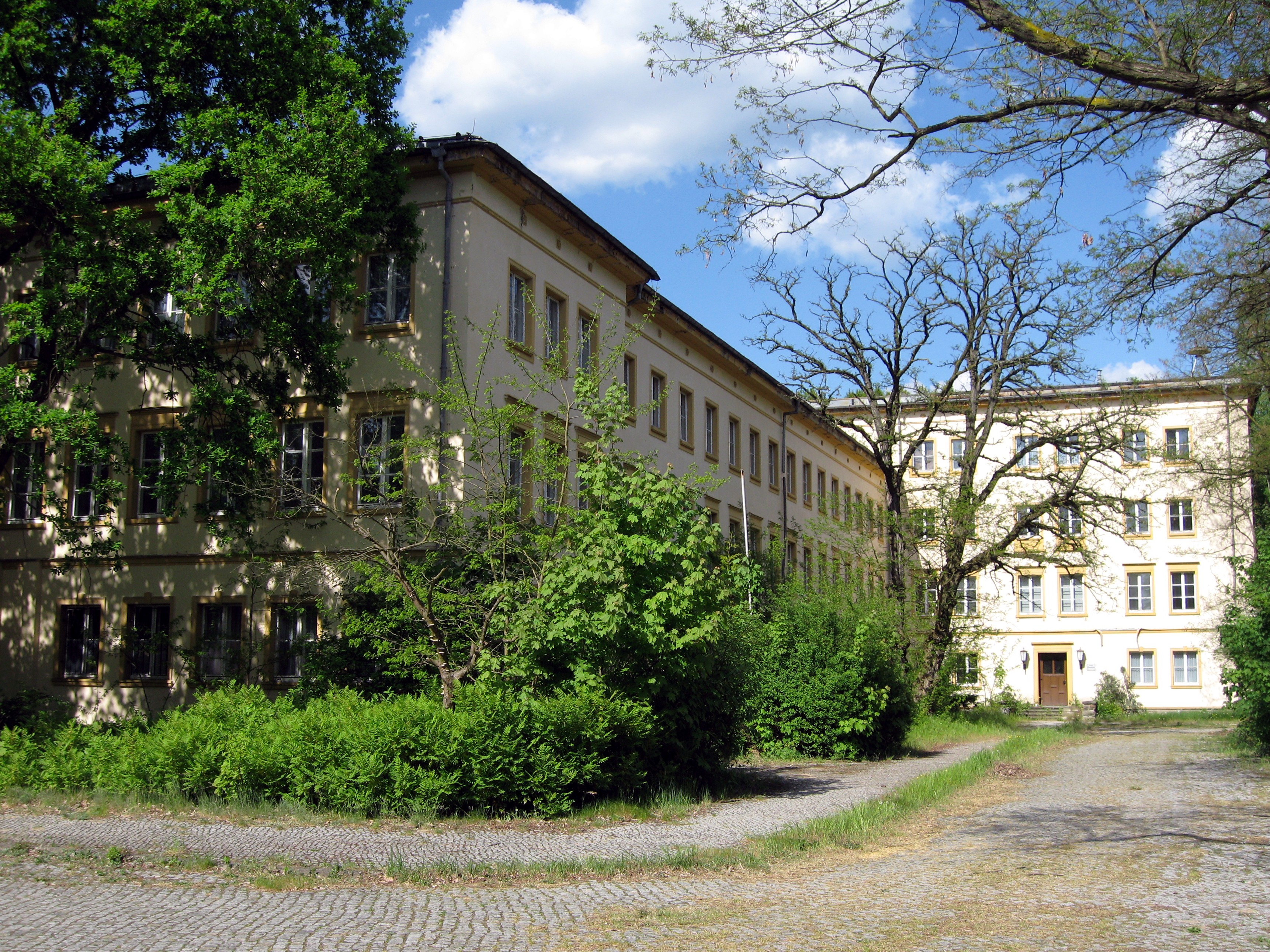
Autre vue du bâtiment.
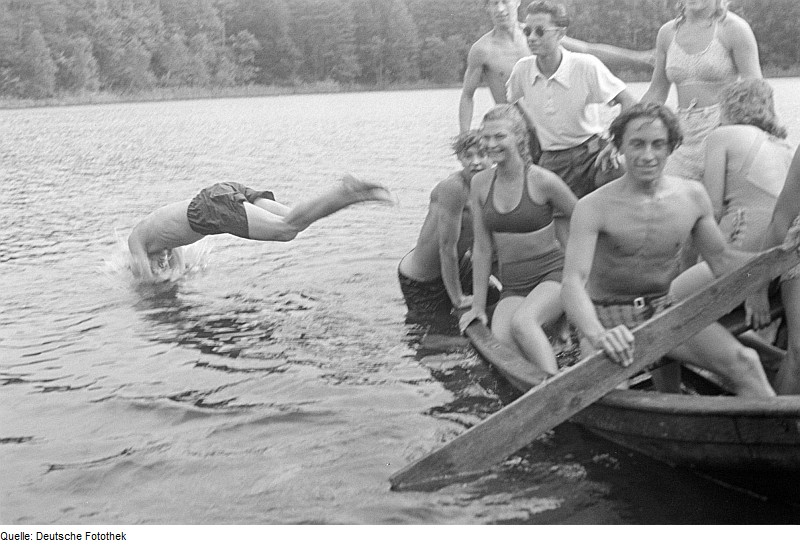
Jeunes allemands dans le lac, en 1947-1948.